# TT374
La tombe thébaine TT 374 est située à El-Khokha, dans la nécropole thébaine, sur la rive ouest du Nil, face à Louxor en Égypte.
C'est la sépulture d'Amenemopet, scribe trésorier dans le Ramesséum à la XIXe dynastie.